# Antigua och Barbuda i olympiska sommarspelen 2012
Antigua och Barbuda deltog i olympiska sommarspelen 2012 som ägde rum i London i Storbritannien mellan den 27 juli och den 12 augusti 2012. Ingen av landets deltagare erövrade någon medalj.

## Friidrott
- Huvudartikel: Friidrott vid olympiska sommarspelen 2012

Förkortningar
- Notera – Placeringar gäller endast den tävlandes eget heat
- Q = Kvalificerade sig till nästa omgång via placering
- q = Kvalificerade sig på tid eller, i fältgrenarna, på placering utan att ha nått kvalgränsen
- NR = Nationellt rekord
- N/A = Omgången inte möjlig i grenen
- Bye = Idrottaren behövde inte delta i omgången

Herrar
Bana och väg
| Idrottare         | Gren  | Heat     | Heat      | Kvartsfinal | Kvartsfinal | Semifinal | Semifinal | Final            | Final            |
| Idrottare         | Gren  | Resultat | Placering | Resultat    | Placering   | Resultat  | Placering | Resultat         | Placering        |
| ----------------- | ----- | -------- | --------- | ----------- | ----------- | --------- | --------- | ---------------- | ---------------- |
| Daniel Bailey     | 100 m | BYE      | BYE       | 10.12       | 2 Q         | 10.16     | 6         | Gick inte vidare | Gick inte vidare |
| Brendan Christian | 200 m | 20.63    | 4 q       | i.u.        | i.u.        | 20.58     | 5         | Gick inte vidare | Gick inte vidare |

Herrar
Bana och väg
| Idrottare    | Gren  | Heat     | Heat      | Semifinal        | Semifinal        | Final            | Final            |
| Idrottare    | Gren  | Resultat | Placering | Resultat         | Placering        | Resultat         | Placering        |
| ------------ | ----- | -------- | --------- | ---------------- | ---------------- | ---------------- | ---------------- |
| Afia Charles | 400 m | 54.25    | 5         | Gick inte vidare | Gick inte vidare | Gick inte vidare | Gick inte vidare |